# Rasmus Sand Høyer
Rasmus Sand Høyer (født 25. september 1960) er en dansk tegner og illustrator. Rasmus Sand Høyer blev oprindeligt uddannet reklametegner, men efter godt tre år på Skolen for Brugskunst i København, skiftede han branche. Han blev ansat som bladtegner på Jyllands-Posten i 1985, og er stadig ansat der. Rasmus Sand Høyer er en af de 12 tegnere, der tegnede en tegning af profeten Muhammed, der blev bragt i Jyllands-Posten den 30. september 2005.Rasmus Sand Høyer er også maler og har udstillet på flere censurerede udstillinger, ligesom han jævnligt udstiller sammen med den kunstnergruppe, han er medlem af, Galiart. Derudover har han illustreret adskillige børnebøger, tegnet frimærker med revykunstnere, illustrerede Ymen’s julekalender fra 1993-2005 -  og er  portrætmaler- og tegner.